# ウラジーミル・パーリィ
ウラジーミル・パヴロヴィチ・パーリィ公爵（ロシア語: Владимир Павлович Палей, ラテン文字転写: Vladimir Pavlovich Paley, 1897年1月9日 - 1918年7月18日）は、帝政ロシア末期の詩人。

## 生涯
皇帝アレクサンドル2世の六男パーヴェル大公と、平民女性オリガ・カルノヴィチの長男としてサンクトペテルブルクに生まれた。パーヴェル大公は1893年にオリガと恋仲になったが、死別した先妻アレクサンドラ・ゲオルギエヴナ大公妃との間に2人の嫡出子マリヤとドミトリーがいた上、ニコライ2世に貴賤結婚を許されず、パリに亡命して1904年に結婚した。オリガと子供達はバイエルン王国の摂政ルーイトポルト公によってホーエンフェルゼン伯爵（伯爵夫人）に叙せられた。後にパーヴェル大公一家はロマノフ家と和解して帰国し、ツァールスコエ・セローに居を構え、1915年にニコライ2世よりオリガと子供達に対してパーリィ公の称号および殿下の敬称が与えられた。
パーリィはサンクトペテルブルクの貴族士官学校を卒業後、ロシア帝国陸軍に入隊し第一次世界大戦では勲功を立てて、聖アンナ勲章を受章した。またパーリィは10代の頃から詩作に早熟な才能を示し、2冊の詩集を出版したり（1916年と1918年）、いくつかの戯曲とエッセイを著している。また、コンスタンチン・コンスタンチノヴィチ大公が主役を演じたフランス語の劇「ユダヤ人の王」の翻訳者でもあった。しかしパーリィの詩才は、ロシア革命において彼を破滅に追い込むことになった。パーリィはロシア臨時政府首班のアレクサンドル・ケレンスキーを揶揄した詩を発表したため、1917年の夏に政府によって自宅軟禁を命じられた。さらに10月革命によってソヴィエト政権が成立すると、ロマノフ家のメンバーであるパーリィは危険な立場に陥り、1918年3月ボリシェヴィキによって逮捕・拘禁された。
ヴャトカ、エカテリンブルク、アラパエフスクを転々とした後、1918年7月18日にパーリィはアラパエフスク近郊で、コンスタンチン公、イーゴリ公、イオアン公らの皇族と共に銃殺刑に処せられ、遺体は廃坑に埋められた。後にパーリィらの遺体は掘り起こされて中国に送られ、北京の正教会墓地に埋葬されたが、文化大革命の時代に破壊された。同父母妹にイリナとナタリアがおり、ナタリアは後にフランスでファッションモデル・女優として人気を博した。

## 関連図書
- 1997年アンドレイ・バラノフスキー（Andrey Baranovsky）によってロシア語の伝記が書かれる。2004年（Jorge F. Saenz）によって英語、ロシア語の伝記“A Poet Among The Romanovs”が書かれた。
- 手塚治虫監修による「世界の歴史第12巻 はるかなる大地の叫び ロシア革命」（中央公論社）には、ワンシーンであるが、ウラジーミル・パーリィが登場する。